# Nejmeh Khalil Habib
Nejmeh Khalil Habib (en árabe : نجمة خليل حبيب) (Haifa, Palestina, 1946) es una escritora palestina. Obtuvo un doctorado en filosofía en la Universidad de Sídney en Australia. Su obra más conocida es Visiones de exilio y regreso en la novela árabe palestina, publicada en 2014.

## Trayectoria
Habib nació en 1946 en la ciudad de Haifa, Palestina. Sus padres eran de la aldea de Kafr Bir'im, distrito de Safad. Sin embargo, se crio en los suburbios de Beirut. En 1970, obtuvo la Licenciatura en Artes de la Universidad Árabe de Beirut. En 1991, obtuvo la maestría en literatura de la Universidad Libanesa de Beirut. Desde muy joven comenzó a escribir para varios periódicos libaneses, como Al-Nasiriya, Al-Adab, Al-Hawadith y Al-Muharrar, así como para la revista My Political Vision.
Habib vivió la guerra del Líbano. Desde 1991 vive en Australia con su familia. Allí, se involucró en la escena cultural árabe y lanzó su proyecto literario. Trabajó como editora jefe de la publicación cultural 'Jusoor' y contribuyó en la mayoría de los periódicos árabes publicados en Australia.
Obtuvo un doctorado en filosofía en la Universidad de Sídney en Australia. Recibió una beca del Consejo Australiano para las Artes, así como el Premio Internacional Yibrán Jalil Yibrán otorgado por la Asociación para el Renacimiento de la Herencia Árabe en Australia. Además, recibió un certificado de agradecimiento de la Federación General de Trabajadores de Palestina, sección de Australia.
Habib publicó su primer y más famoso libro en 1999 con el título The Humanitarian Patterns in the Literature of Ghassan Kanafani. En él, Habib reflejó la visión predominante de que los investigadores y estudiosos de la literatura kanafani la consideran una literatura política que gana su valor a partir de la importancia del tema que representa. Sin embargo, Habib estudió esta literatura y la trató desde una perspectiva humanitaria, en la que investigó la cuestión palestina.
Su segundo trabajo fue la novela titulada Y los niños sufren, publicada en noviembre de 2001. El libro cuenta la historia de una mujer que se dirigía a un café público de la ciudad. Luego se da cuenta de lo aburrida y monótona que es su vida y decide en un momento retroceder en el tiempo y escapar de su aburrimiento.
Una primavera que no floreció es el tercer trabajo de Habib y fue publicado en octubre de 2003. En él, Habib se pone del lado de la gente sencilla. Cuenta la historia de Maryam, una madre que estaba fascinada por su soledad, y Naamán, el mártir que se avergüenza de sus pensamientos que distorsionaban su heroísmo. También cuenta la historia de Hanan, que se confunde entre glorificar y condenar el heroísmo de su padre. Por último, escribió sobre Amer, que se debate entre su deber familiar y sus ambiciones nacionales.
El trabajo más exitoso de Habib fue el libro From Australia: Contemporary Literary Faces, que fue publicado en 2006. Habib pasó del estudio de la literatura de Ghassan Kanafani al estudio de la literatura mundial, concretamente de la literatura australiana, donde presentó los rostros literarios contemporáneos más destacados del continente australiano.
En 2014, Habib publicó Visiones de exilio y retorno en la novela árabe palestina en la sección del conflicto palestino-israelí y la liberación de Jerusalén y Palestina. En este libro, Habib presentó un estudio que examina las visiones del exilio y el retorno en la novela árabe palestina, que tomó sus modelos de diferentes entornos diaspóricos y múltiples afiliaciones intelectuales. A Habib le quedó claro que todos los palestinos, independientemente de sus sectas ideológicas, culturales y sociales - ya sea en la diáspora, internamente o bajo ocupación - consideran que su situación es temporal. Habib afirma en este libro su creencia en el derecho de todos los palestinos a recuperar las casas, los campos, los pueblos y las ciudades que les fueron robados en ambas ocupaciones. Habib dividió este libro -o estudio- en seis capítulos que analizaban las diferentes visiones de los dos temas del exilio y el regreso. En el primer capítulo, analizó lo que llamó la visión incendiaria de la resistencia en la literatura de Ghassan Kanafani. En el segundo capítulo habló de la visión apostólica del futuro en la literatura de Yibrán Jalil Yibrán. El tercer capítulo aborda una visión que cuestiona la identidad. El cuarto capítulo habla de una visión social revolucionaria. El quinto capítulo habla de la visión institucional de Yahya Khalaf, y el sexto capítulo se centra en las características de la experiencia combativa.
Habib volvió a colaborar, en 2017, con Arab House of Science Publishers para publicar su libro titulado Critical Readings in Poetry and Novel. En él presentó el resultado de una larga experiencia en el campo crítico basada en la comparación, la ponderación, la discusión y la corrección. El libro incluía un conjunto de visiones y estudios en los campos del texto literario árabe. También revisó selecciones de obras de poesía y textos narrativos. En este libro, Habib se centró en la lectura crítica de poemas, novelas, cuentos y biografías, así como del pensamiento y la sociedad. 
En 2018, y con la misma editorial, publicó Mi abuela perdió el sueño y otros cuentos. En este libro, le dio el papel principal a la "abuela", donde se centró en el tema de los sueños y habló de lo que describió como recuerdos aleatorios. Recordó la época del ascenso de la literatura palestina con Mahmoud Darwish y la época de la revolución con Abu Ammar. Habib escribió sobre la época de la regresión, como ella la llamó, denotando los enfrentamientos entre Fatah y Hamás, la masacre en Beit Hanoun, la invasión de Beirut, la guerra de milicias entre otros acontecimientos. En la tercera sección del libro, Habib narra las inquietudes propias como escritora, la escritura, la experiencia periodística de la autora y recuerdos con viejos amigos. La cuarta y última sección se titula Emocional. En ella, Habib sigue el estilo de la poesía narrativa donde la heroína de cada poema se convierte en la narradora.
Habib ha escrito estudios e investigaciones críticas que han sido publicados en revistas y periódicos culturales de diferentes partes del mundo, tales como: Al Carmel (Palestina), Joussour: Australian Quarterly Literary Magazine (Australia), Tabayyun (Catar), Revista de Investigación Científica de la Universidad An-Najah (Nablus), Revista Al-Kalima. Habib también tiene algunas contribuciones en inglés que se han publicado en: Joussour, Nebula y AlMashreq.
Contribuyó a los campos de la historia, la crítica y la investigación en periódicos árabes en Australia y otros emigrantes. Trabajó como editora en jefe de la revista Jusoor y como directora de oficina del periódico árabe Al-Hayat en Sídney. También fue profesora de lengua y literatura árabes en la Universidad de Sídney.
Habib centra su proyecto literario y académico en los valores de la verdad, la bondad, la justicia y la libertad, como la cuestión de Palestina, las mujeres y una infancia aplastada en un mundo de guerras y privaciones. Habib escribió varias historias en este contexto, quizás las más destacadas sean: Una primavera que no floreció, La maternidad nos avergonzó y Para las mujeres. También abordó estos temas en muchos artículos, como por ejemplo: Un grito de ira, Seguridad ambiciosa para las mujeres y otros.

## Obras
- Patrones humanitarios en la literatura de Ghassan Kanafani (1999)
- Y los niños sufren (2001) Bisan Publishing and Distribution.
- Una primavera que no floreció (2003), Centro Árabe de Investigación y Documentación.
- Desde Australia: rostros literarios contemporáneos (2006), Casa Árabe de Editores Científicos.
- Visiones de exilio y retorno en la novela árabe palestina (2014), Bisan Publishing and Distribution.
- Critical Readings in Poetry and Novel (2017), Casa Árabe de Editores Científicos.
- Mi abuela perdió el sueño y otros cuentos (2018), Casa Árabe de Editores Científicos.